# 博雷比
博雷比是巴西圣保罗州的一个市镇。总面积348.116平方公里，总人口2178人，人口密度6.3人/平方公里。